# هويدا أبو هيف
هويدا أبو هيف (27 يوليو 1973 -)، إعلامية مصرية.

## حياتها
ولدت ونشأت في إيطاليا لأب مصري وأم إيطالية  وعاشت فيها فترة الطفولة والمراهقة، إلا انها كانت تميل للثقافة العربية، حصلت على بكالوريوس الإعلام في الصحافة من الجامعة الأمريكية.متزوجة ولديها إبنتان تمارا ولي لي.

## مشوارها المهني
بدأت العمل عام 1994 في شبكة راديو وتلفزيون العرب ART التي كانت تبث من روما أفيزانو بإيطاليا، قدمت أول برنامج لها على قناة art الرياضة برنامج Formula One motor GP خلال عامي 2001-2002، وشاركت في تقديم فعاليات مهرجان كان السينمائي على قناة art الأفلام في 1999-2001، وقدمت برنامجا يوميا في 1999-2001، وعملت كباحثة ومسجلة يومية في الفترة ما بين 1995-1999 .
عملت بوكالة طومسون والتر الإعلانية بالقاهرة في العمليات الحسابية التنفيذية في 1994-1995.
تم تكريمها من قبل الولايات المتحدة لاهتمامها بالصحة الإنجابية، وتم اختيارها سفيرة للنوايا الحسنة تحت رعاية صندوق الأمم المتحدة للسكان تقديرا لجهودها في نشر الوعي بين الشباب بالصحة الإنجابية ومكافحة مرض الإيدز.
عملت هويدا كمذيعة ومشرفة إعداد لبرنامج «التفاح الأخضر» على شاشة إم بي سي 1 منذ عام 2004 وحتى الآن، وهو برنامج أسبوعي يتناول الموضوعات الطبية والصحية، كما أنتجت برنامج «يلا شباب» في عامي 2002 و2003 .
عملت كمستشارة إعلامية في مؤسسة فورد/NEMRO 3/ بتحالف كاريتاس Caritas Coalition، وتهتم حاليا بمكافحة التمييز ضد مرضى الإيدز.
وهي تقدم أول برنامج عربي يهتم بصحة المرأة العربية المعاصرة كي تستطيع مواصلة أداء مهامها داخل أسرتها بشكل جيد ، البرنامج يحمل اسم «التفاح الأخضر» وينتمي لبرامج المجلات التلفزيونية.
بفضل برنامج «التفاح الأخضر» تم تعينها سفيرة للنوايا الحسنة تحت رعاية صندوق الأمم المتحدة.